# تصویربرداری دامنه دینامیک بالا

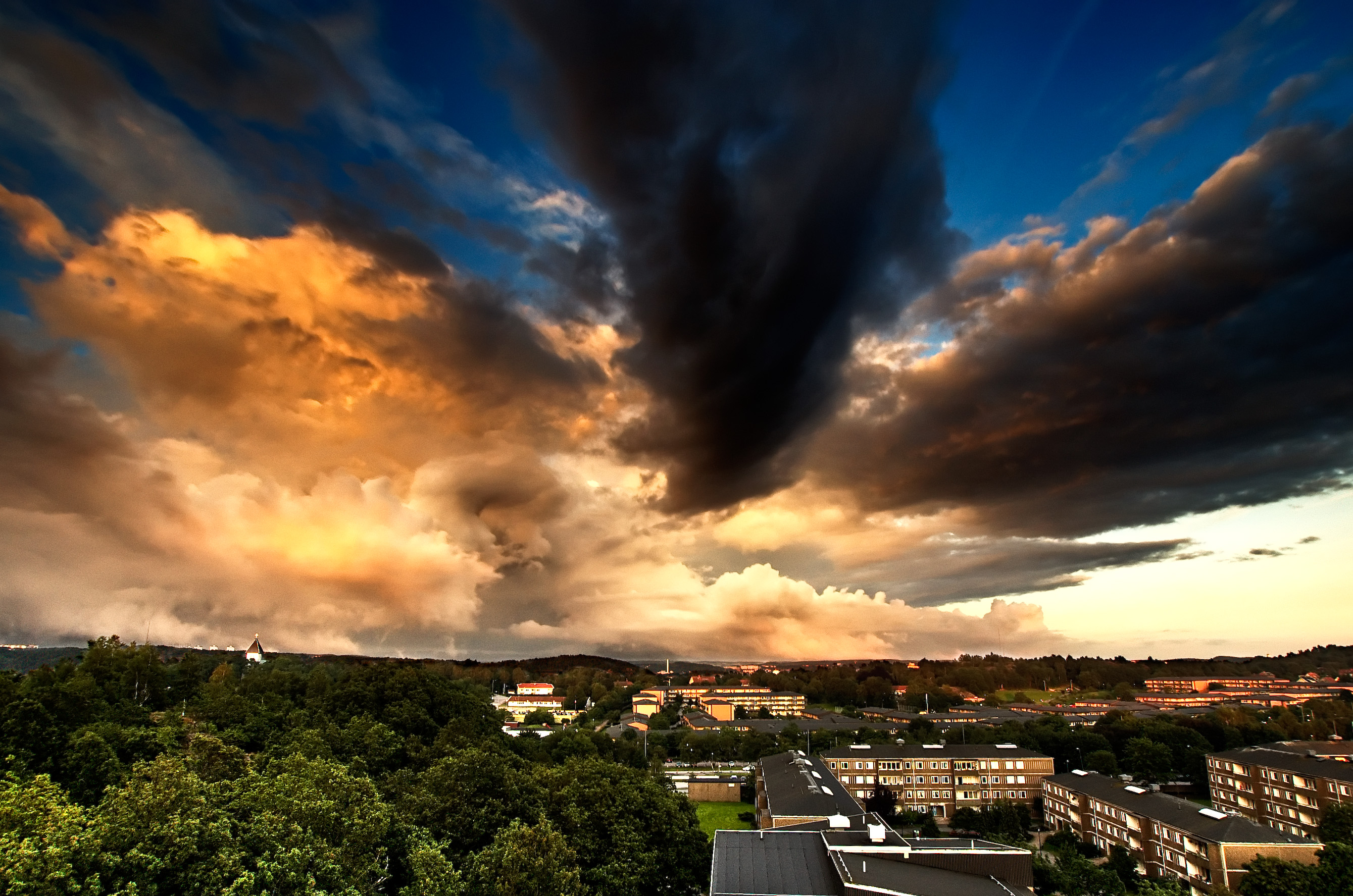
یک تصویر نمونه با دامنه دینامیک بالا ساخته شده از ۳ نوردهی مختلف

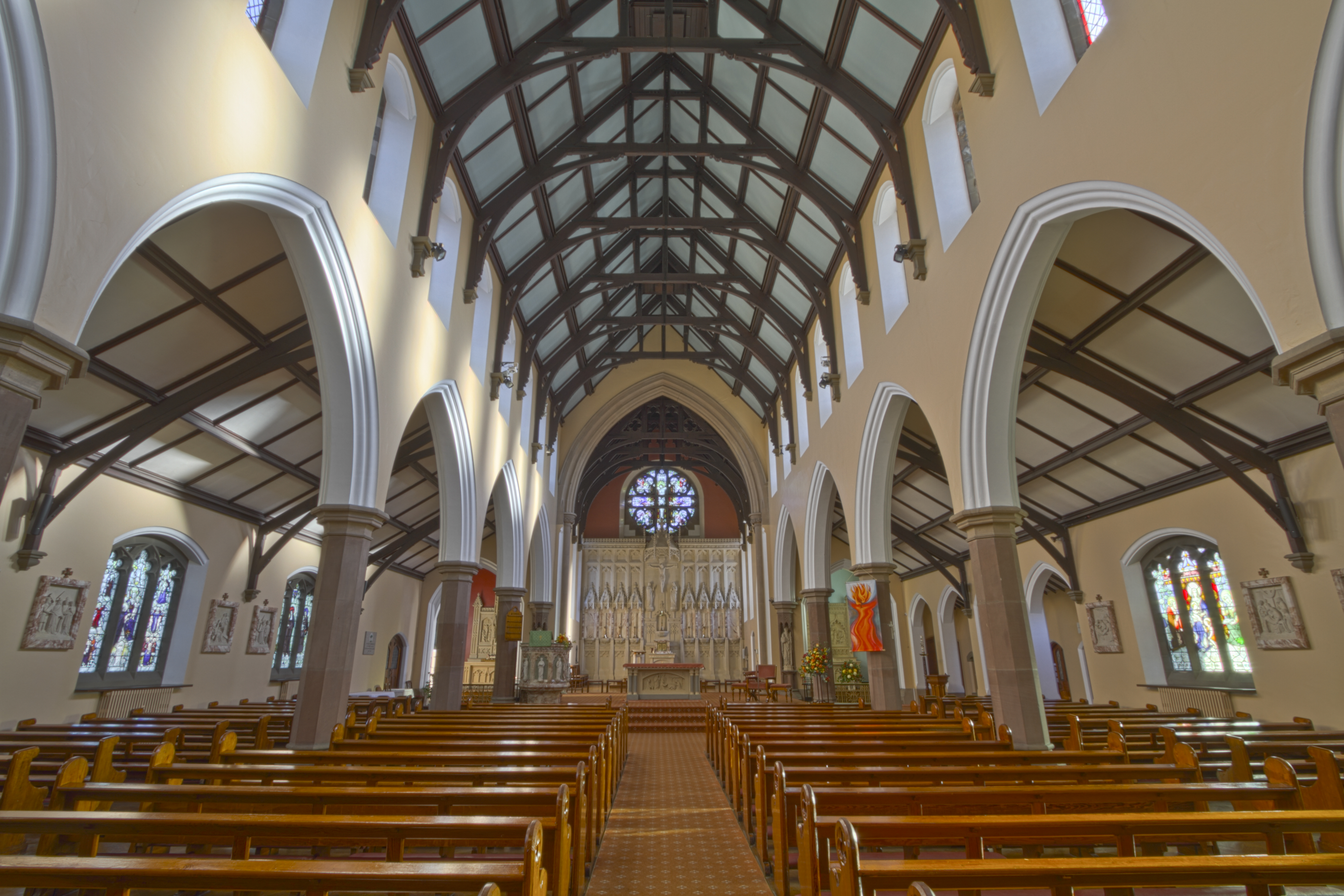
تصویری با برد دینامیکی بالا (HDR) از کلیسای سنت کنتیگرن در بلکپول، لانکاشر، انگلستان

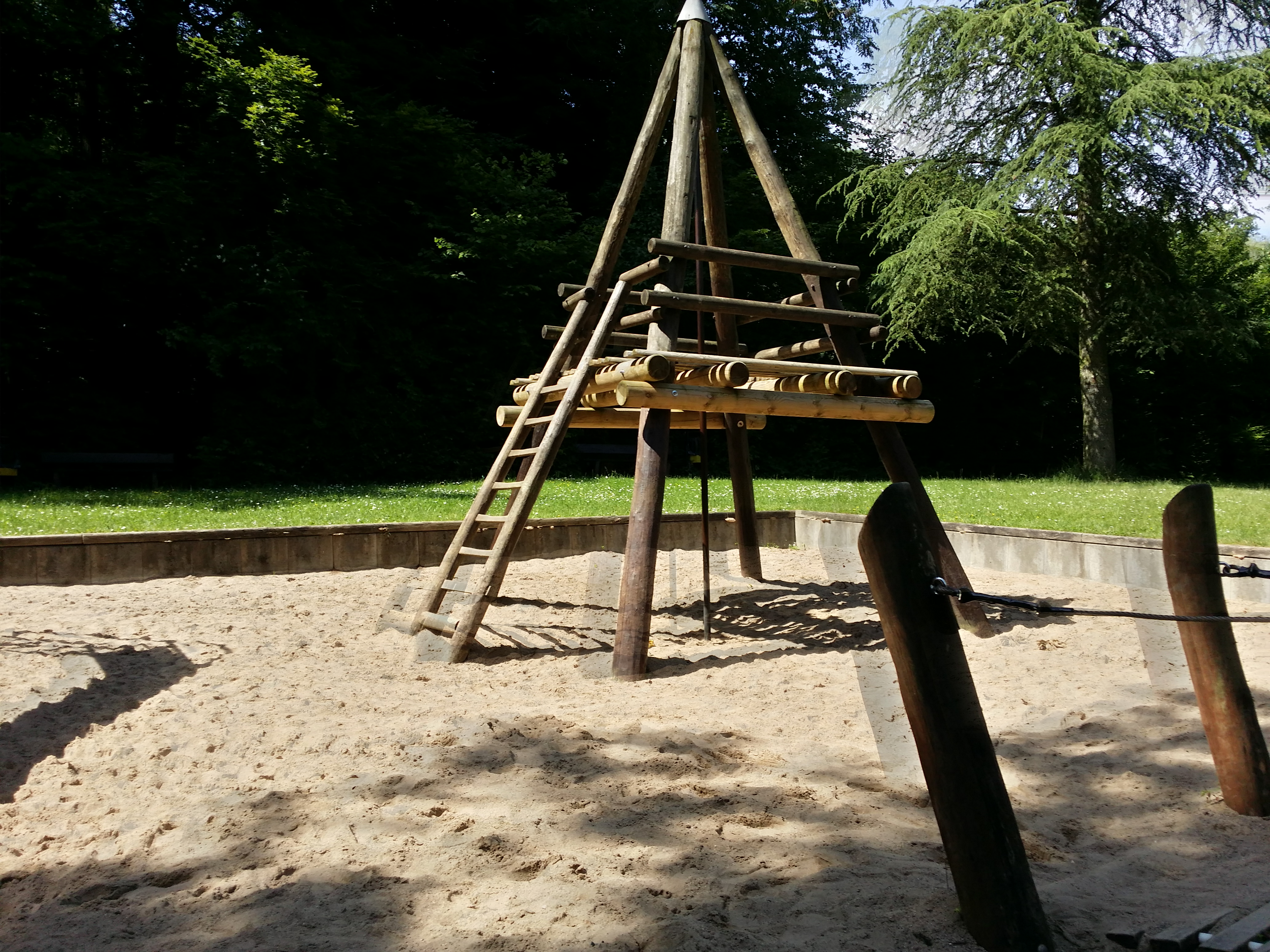
شبح HDR از چرخ فلک در حال چرخش

تصویربرداری با دامنه دینامیک بالا (به انگلیسی: High dynamic range imaging) یا اچ‌دی‌آر (به انگلیسی: HDR) در پردازش تصویر، گرافیک کامپیوتری و عکاسی به مجموعه‌ای از تکنیک‌هایی گفته می‌شود که نسبت به روش‌های معمول، امکان وجود دامنه دینامیک روشنایی بیشتری بین نقاط تاریک و روشن را فراهم می‌کنند. هدف این تکنیک‌ها نمایش دقیق دامنه شدت‌های نور موجود در صحنه‌های طبیعی است.
عکس‌های اچ‌دی‌آر با ترکیب چند عکس به وجود می‌آیند؛ برای هر عکس اچ‌دی‌آر، باید چند عکس با کادر کاملاً یکسان تهیه کرد (معمولاً ۳ یا ۵ عکس) و هر عکس باید با نوردهی خاصی گرفته‌شده باشد؛ به این ترتیب که یک عکس با نوردهی معمولی و بقیهٔ عکس‌ها با نوردهی دو پله کمتر و بیشتر.

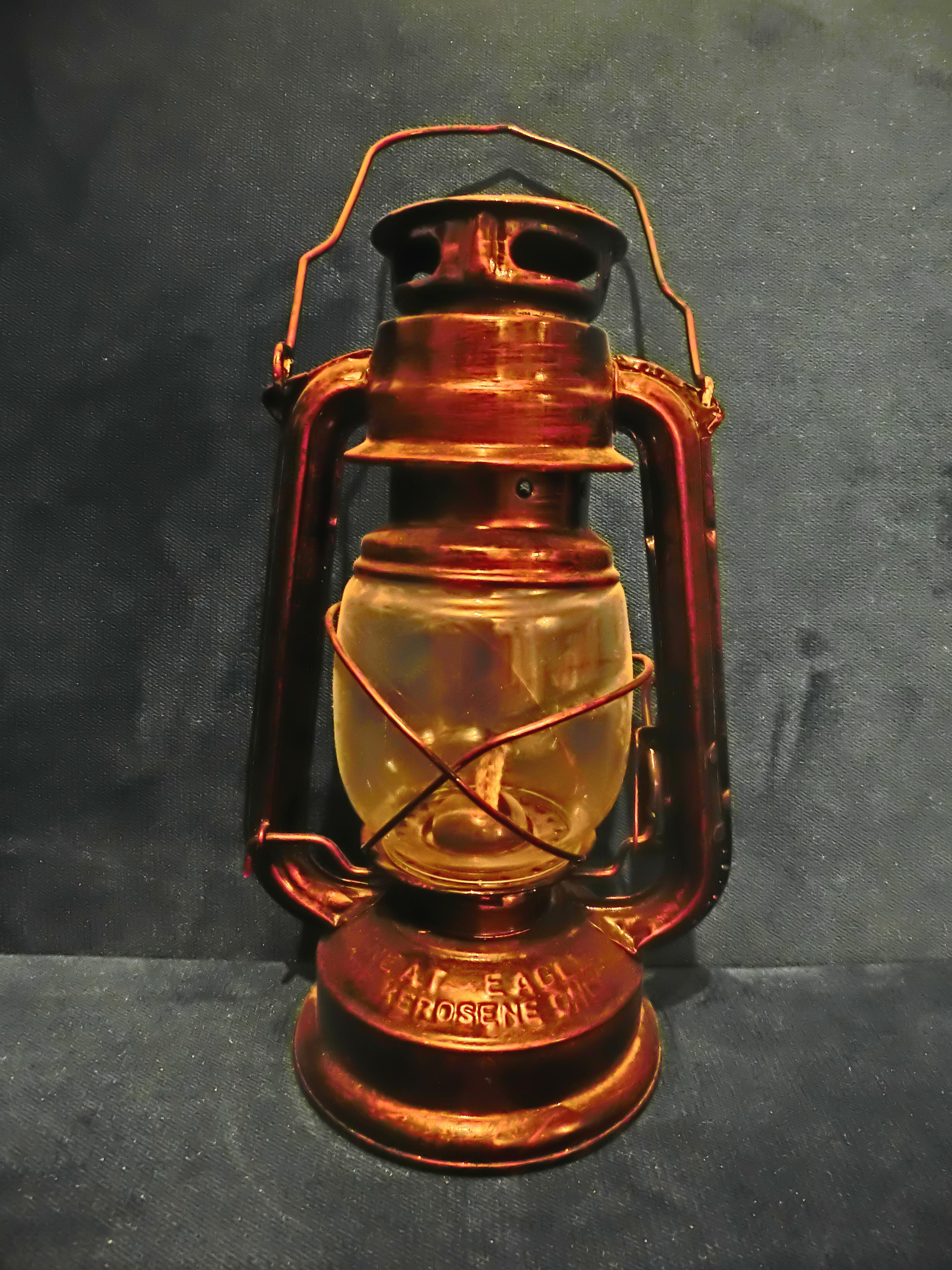
عکس گرفته شده در حالت «تصویربرداری دامنه دینامیک بالا هنری» (HDR technology/HDR ART function) با دوربین کاسیو ای‌ایکس-زدآر۲۰۰ در تصویر فانوس واقعی شبیه یک نقاشی به نظر می‌رسد.

هدف از عکاسی اچ‌دی‌آر، افزایش محدودهٔ دینامیکی است و با ترکیب محدوده دینامیکی محدود عکس‌ها، به عکسی با محدوده دینامیکی بزرگ، که اچ‌دی‌آر نامیده می‌شود دست پیدا می‌کنیم. نکتهٔ مهم این است که محدوده دینامیکی قالب RAW به مراتب بزرگتر از JPG است، در نتیجه لازم است که برای عکاسی اچ‌دی‌آر از قالب RAW استفاده شود.
این فناوری در نسل جدید تلویزیون‌ها نیز مشاهده می‌شود که باعث مشاهده کیفیت‌های هر چه بیشتر است.

## ویژگی HDR
با استفاده از این تکنیک با بیشینه کردن میزان کنتراست تصاویر و امکان ایجاد تمایز رنگ‌ها می‌توان نزدیک‌ترین رنگ‌ها که در تصاویر غیر HDR از هم قابل تشخیص نیستند برای بیننده قابل مشاهده گردد. در این تکنولوژی از عملکرد چشم انسان و عنبیه در تنظیم نور و رنگ‌های ورودی به چشم الگو گرفته شده‌است که با تمایز دادن رنگ‌ها از یکدیگر دستورها را به مغز صادر می‌کند و باعث می‌شود تا فرد بتواند اختلاف رنگ‌های جزئی را از هم تشخیص دهد.

## فایل HDR
وقتی چند فایل عکس را با یکدیگر تلفیق می‌کنیم، حاصل فایلی است با عمق ۳۲ بیتی. فایل‌های معمولی عکس معمولاً دارای عمق بیت ۸ یا ۱۶ بیت هستند یعنی در هر کانال رنگ دارای دو به توان ۸ یا ۱۶ بیت اطلاعات می‌باشند.
عمق بیت بیشتر فایل‌های HDR این امکان را می‌دهد که بهتر بتوان اطلاعات روشنایی و رنگ را پردازش نمود

## ابزارهای HDR
در این تکنیک با استفاده از حسگرهای CMOS می‌توان به خلق تصاویر HDR دست یافت. مجموعه ابزارها در تکنیک HDR عبارت اند از:
- تنظیم اوج روشنایی
- تنظیم سطح رنگ مشکی
- اعمال رنگ‌های بیش‌تر
- استفاده از توابع انتقال
- ایجاد عمق رنگ
- استفاده متادِیتا[۳]

کنترل کنتراست در دامنه تعریف شده و ایجاد رنگ و افزایش اوج روشنایی در برابر عمق رنگ مشکی مهمترین وجه در تشکیل یک تصویر HDR می‌باشد.

## HDR در گوشی‌های هوشمند
با دوربین گوشی‌های هوشمند، ایجاد عکسی با تفکیک نقاط روشن و تاریک از هم کمی دشوار است. برای نمونه بخش روشن تصویر به علت جذب بالای نور، سفید می‌شود. همچنین بسیاری از جزئیات بخش تاریک و سایه‌های تصویر نیز به ‌دلیل نور کم قابل دیدن نیست. در چنین زمان‌هایی یا حالاتی با پس‌زمینه بسیار روشن، استفاده از HDR سبب می‌شود تا سوژه اصلی تیره نشود.
عکاسی محاسباتی از طریق نرم‌افزار‌ها در گوشی‌های هوشمند به ساخت تصاویر مطلوب کمک می‌کند. HDR نیز بخشی از عکاسی محاسباتی است که دوربین گوشی‌ها برای ارتقاء کیفیت عکس‌ها از آن استفاده می‌کنند. این قابلیت بر روری دامنه و نسبت روشنی به تاریکی عکس تاثیر می‌گذارد که در عکس معمولی چنین چیزی امکان ندارد.
یک عکس HDR در واقع فقط دو (یا سه، یا نُه) عکس است که در سطوح مختلف نوردهی گرفته شده و سپس با نرم‌افزار در هم آمیخته می‌شوند تا تصویر بهتری ایجاد شود. اما عملکرد HDR کمی پیچیده‌تر از این تعریف است. در حالت ایده‌آل، عکاس طیف وسیعی از عکس‌های پرانتزی (Bracketed photos) می‌گیرد؛ یعنی عکس‌هایی از یک سوژه با ترکیب‌های مختلف سرعت شاتر گرفته شده تا مجموعه‌ای از تصاویر با درخشندگی متفاوت تولید کند (عکاسی HDR با دوربین روی سه‌پایه و کاملاً ثابت و با مناظر خالی از اجسام متحرک بهترین نتیجه را خواهد داشت). سپس با کمک نرم‌افزار پیشرفته پس از پردازش، عکاس می‌تواند عکس‌ها را با هم ترکیب کند و یک عکس ایجاد کند.

## نگارخانه

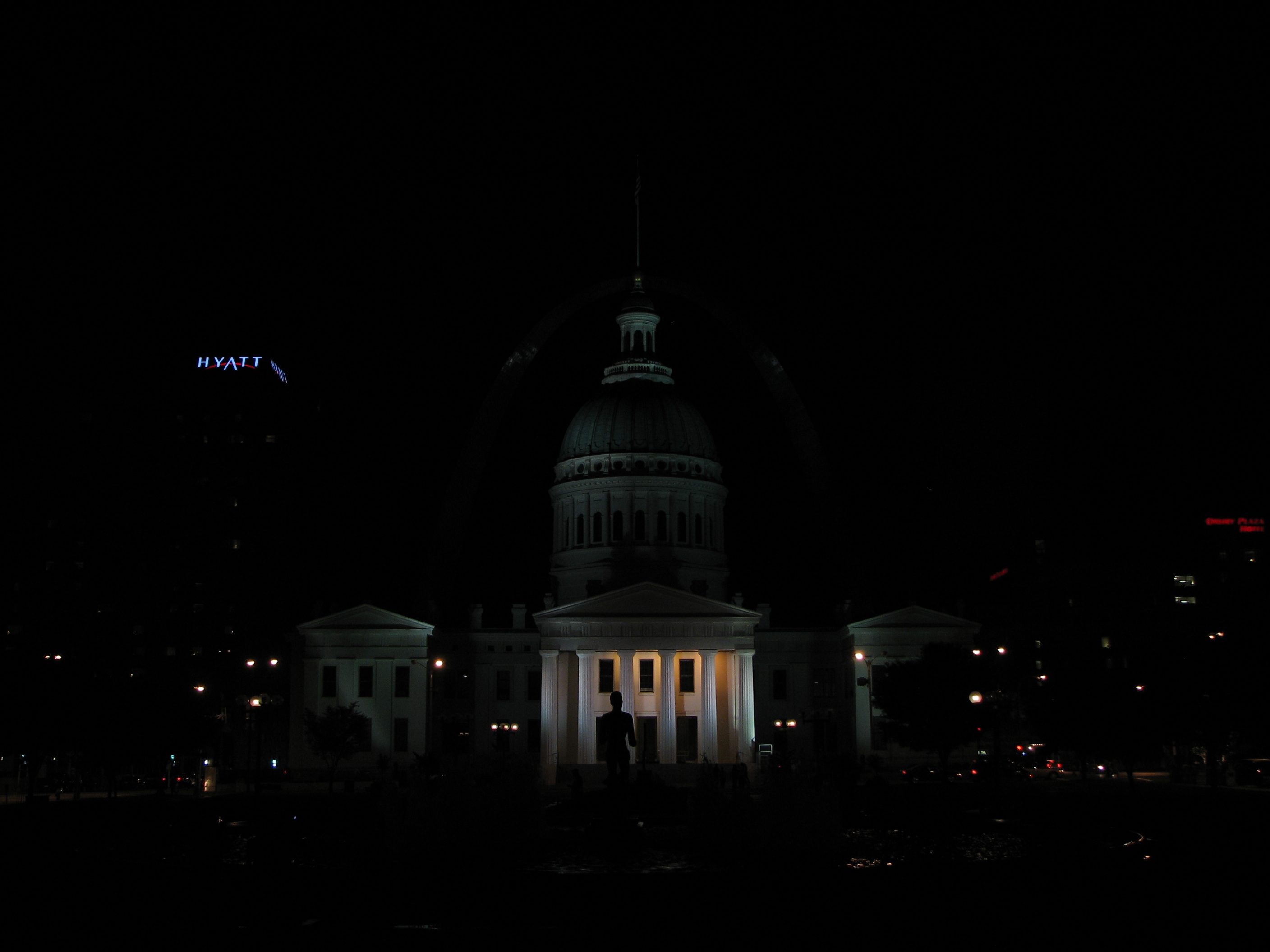
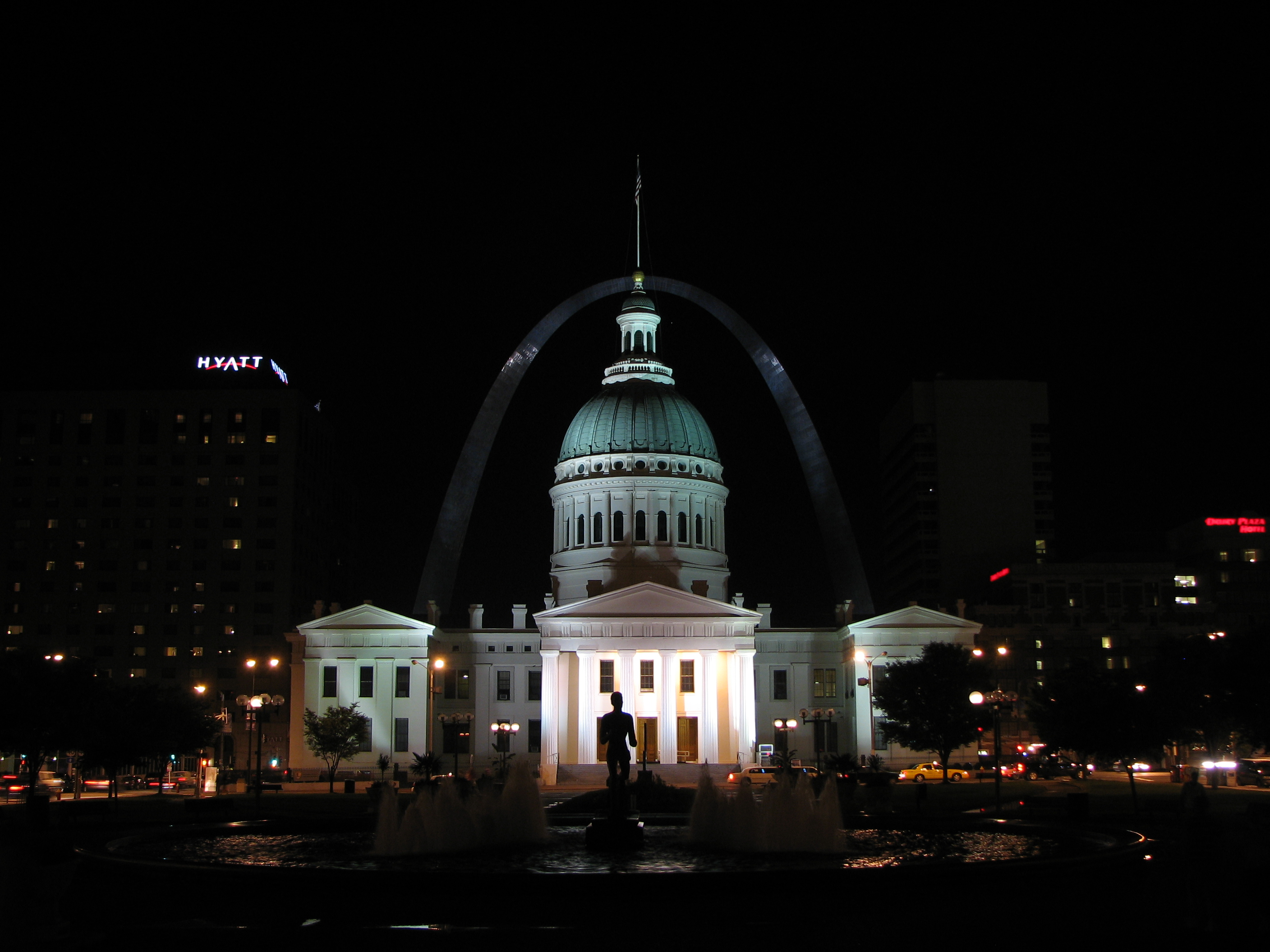
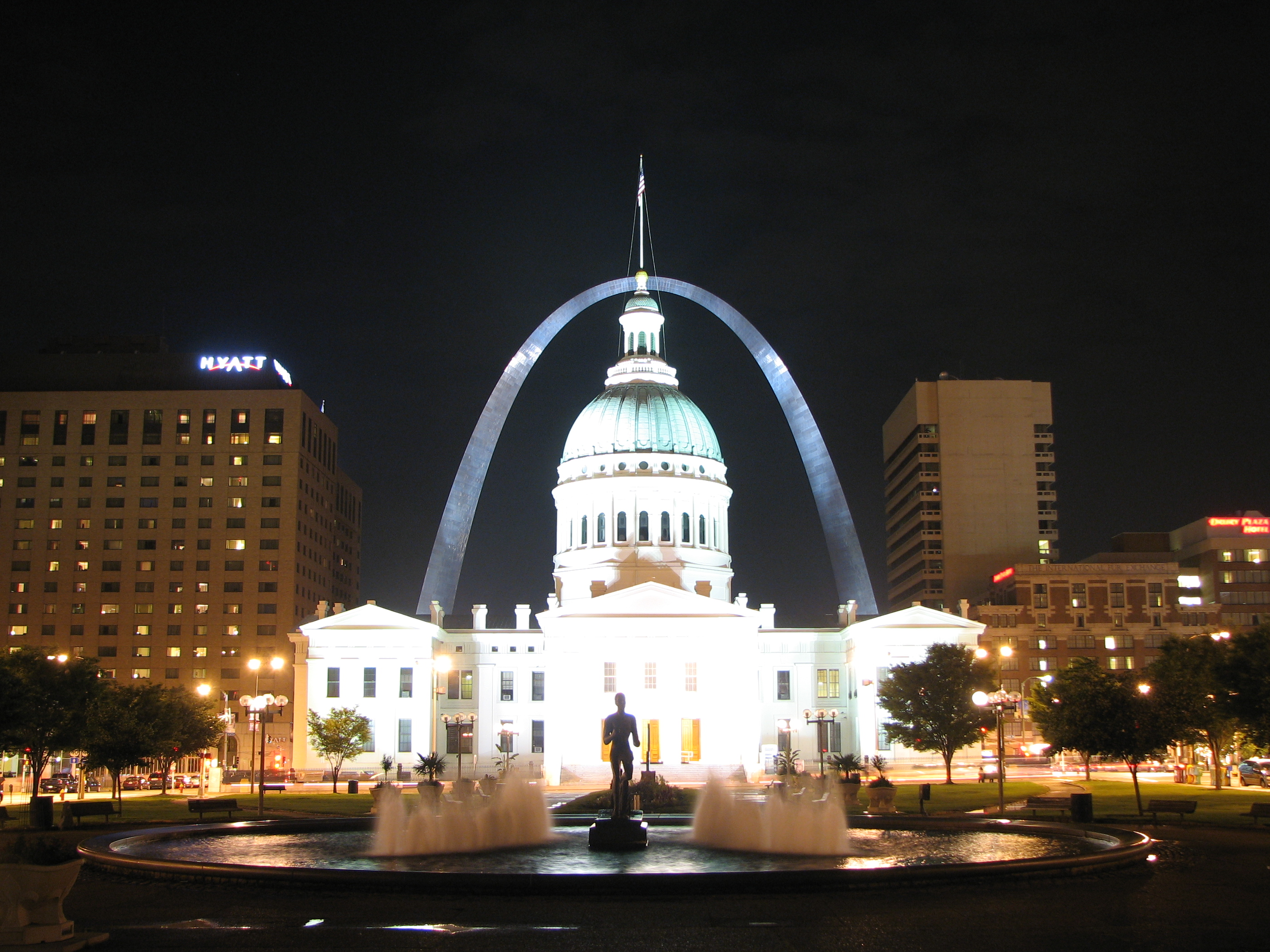
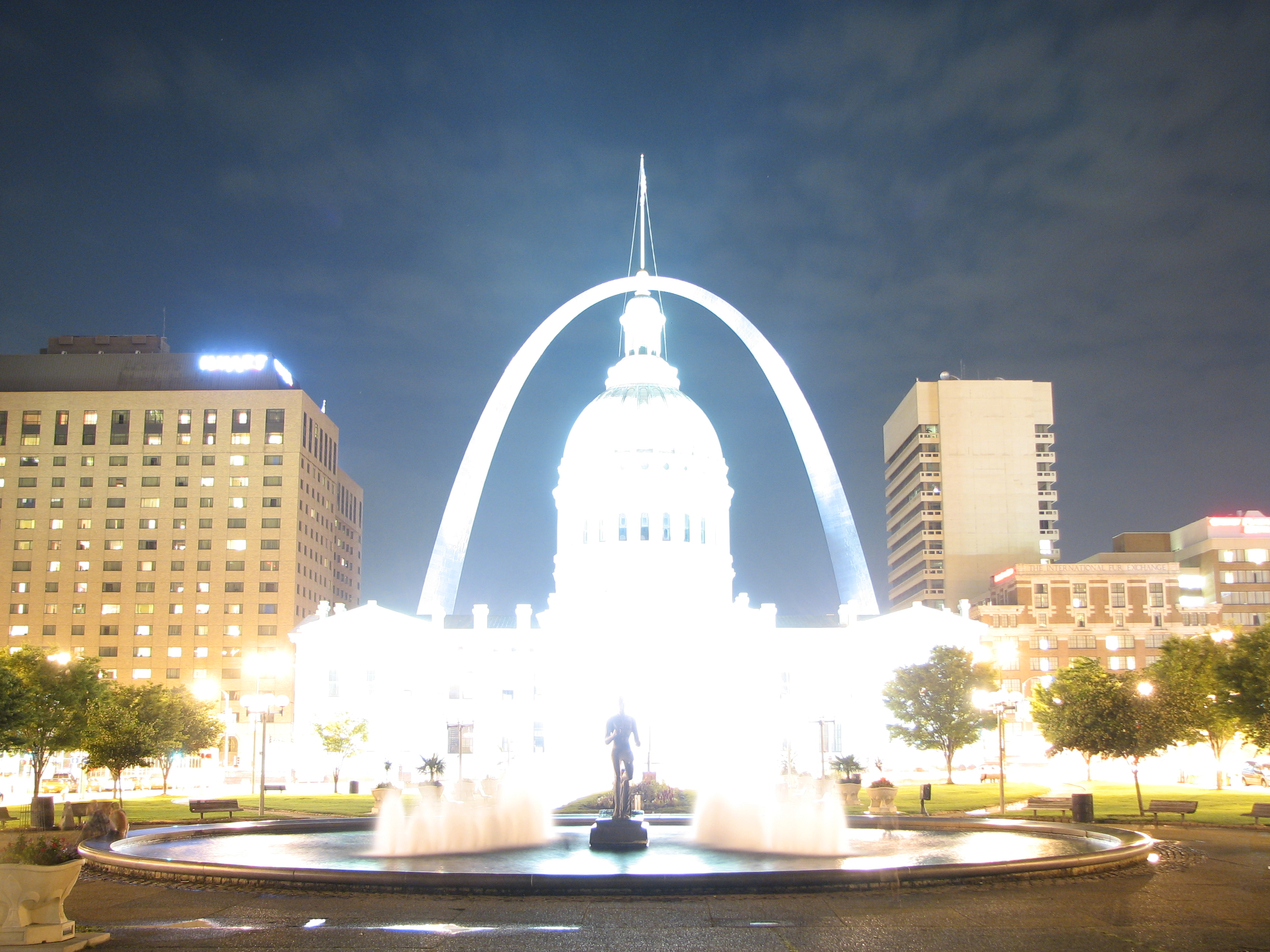
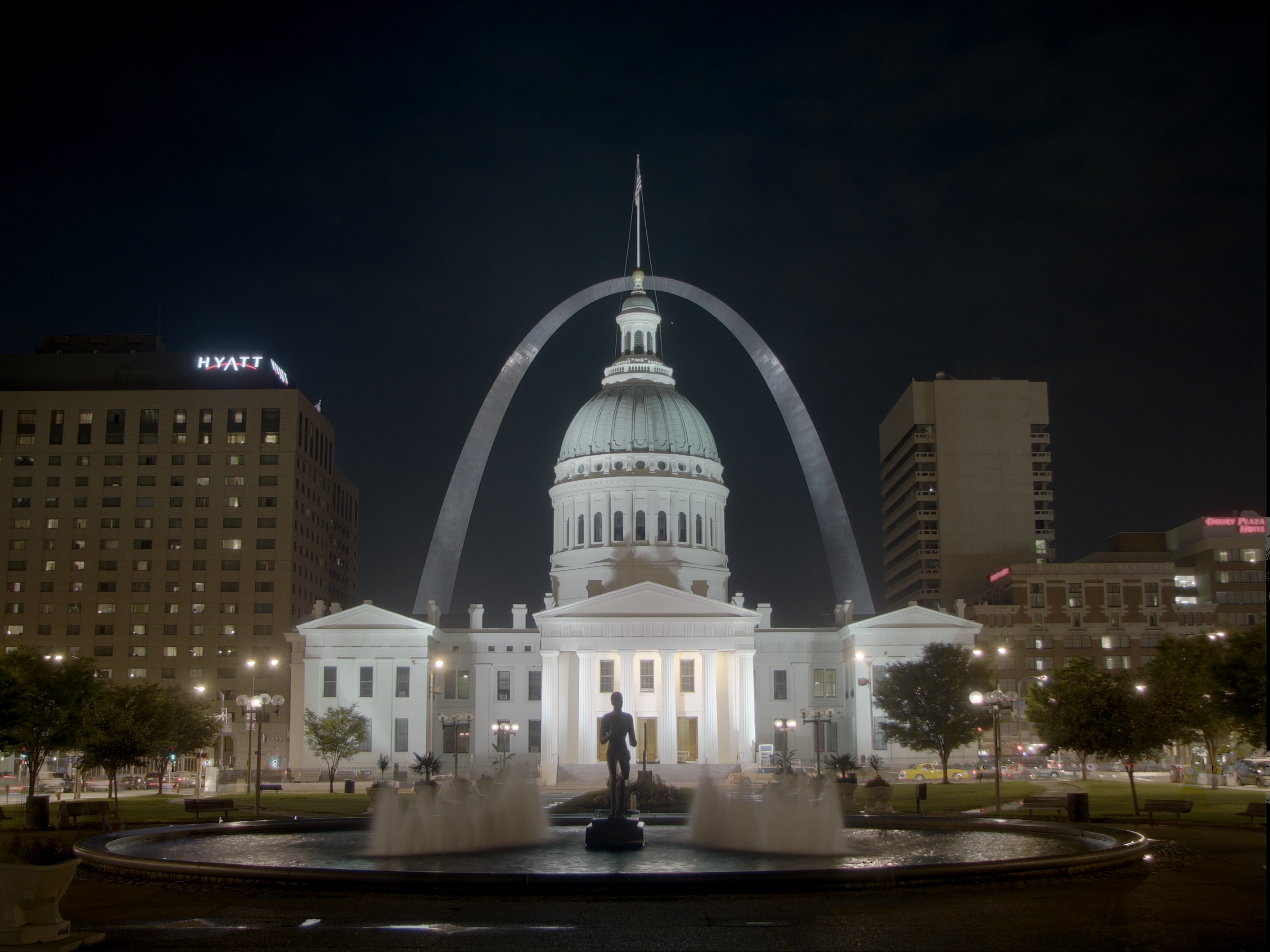
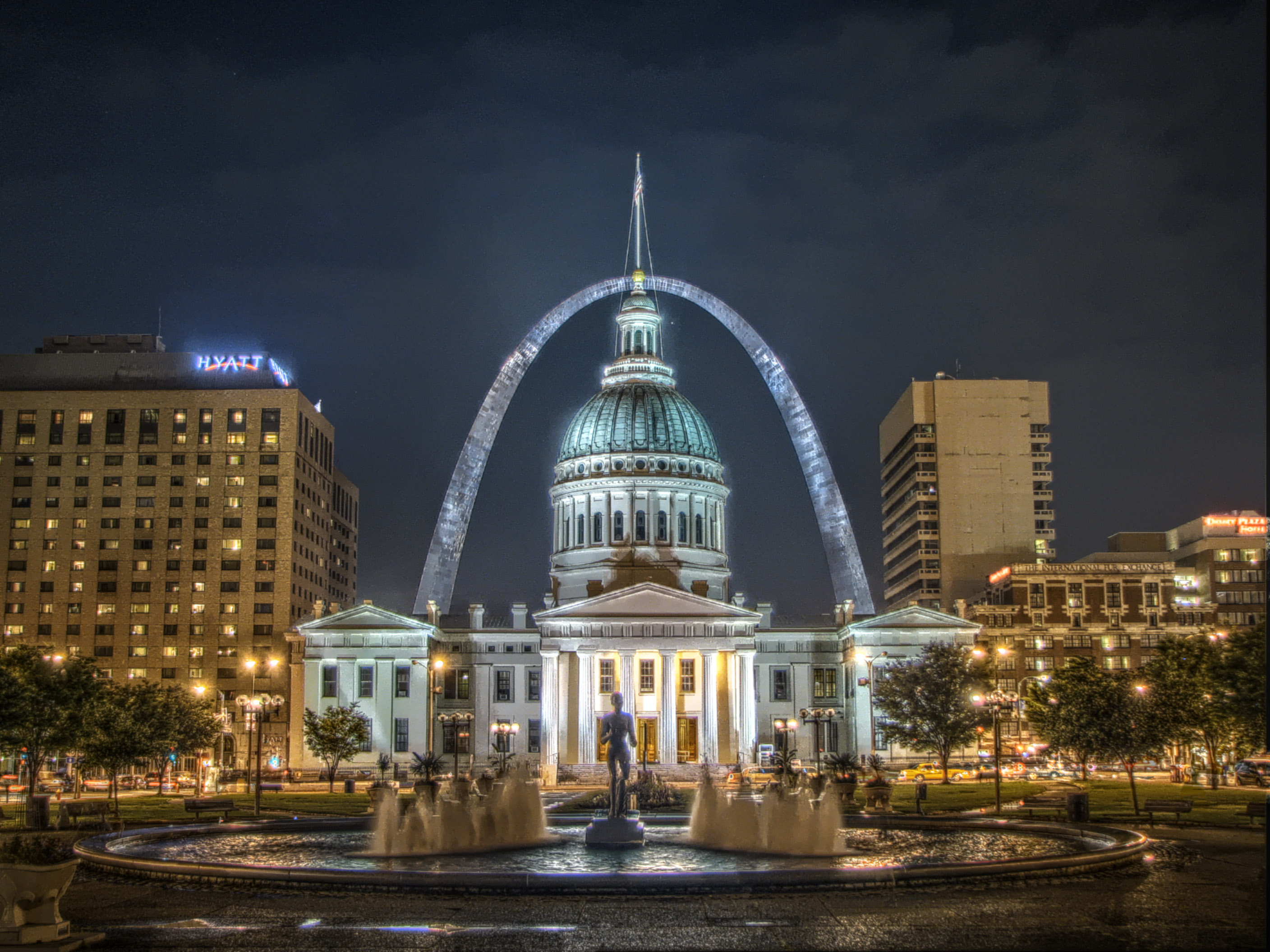
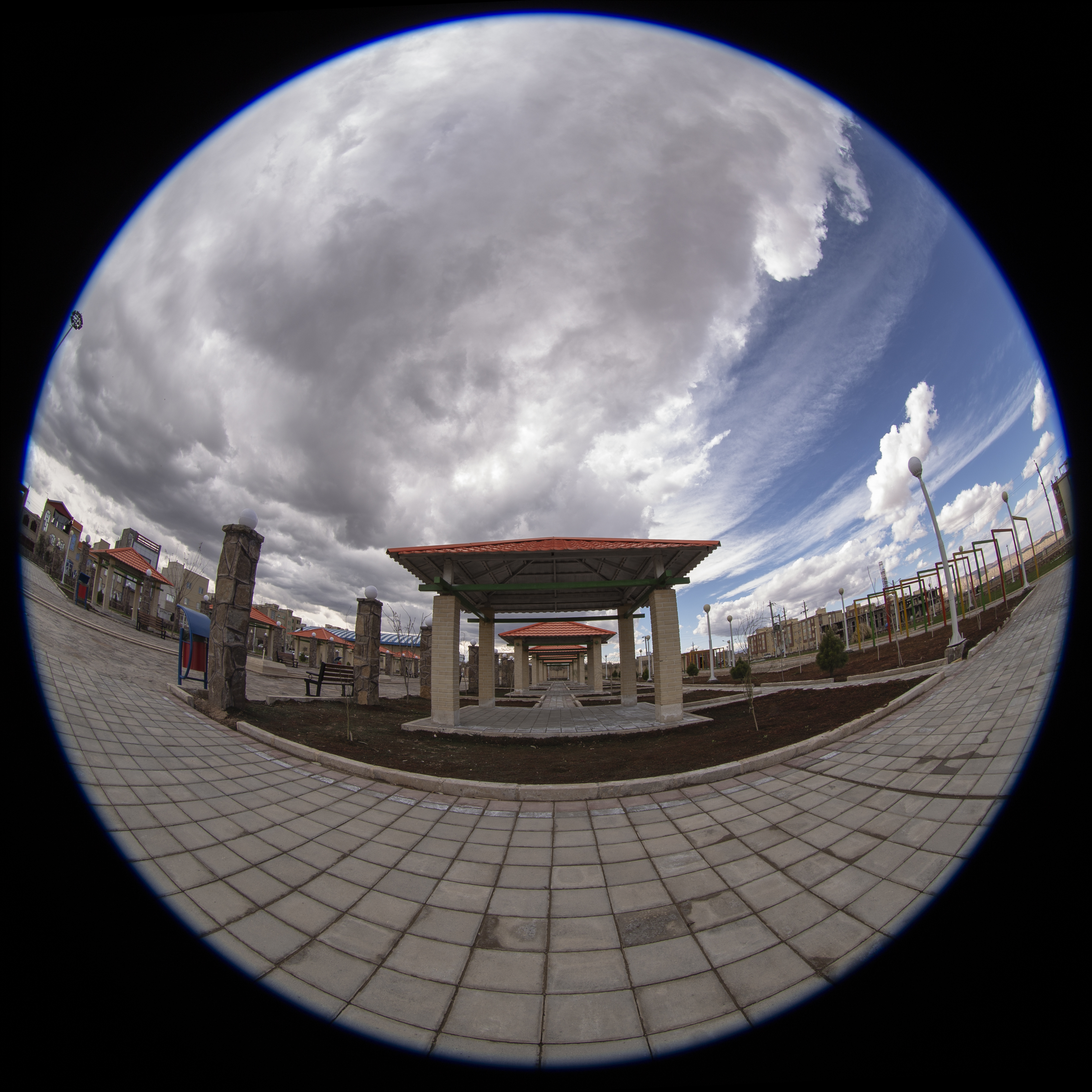
یک پارک شهری در ایران، عکاسی شده در رنج داینامیک بالا و با لنز چشم ماهی
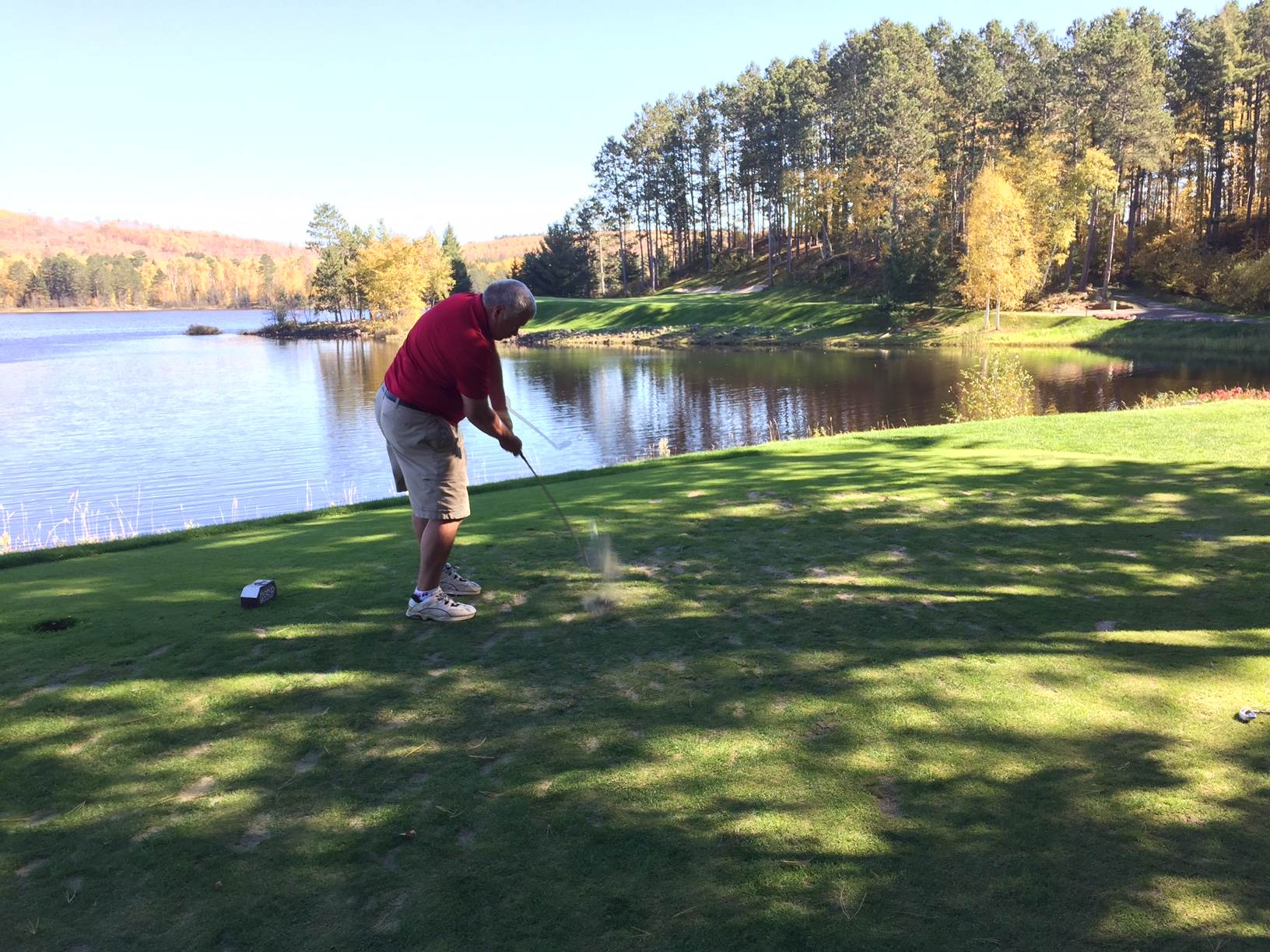
این عکس‌برداری HDR چند نوردهی صحیح ترکیبی را هم برای چمن‌های سایه‌دار و هم برای آسمان روشن نشان می‌دهد، اما تاب گلف که به سرعت در حال حرکت بود به یک باشگاه "شبح" منتهی شد.
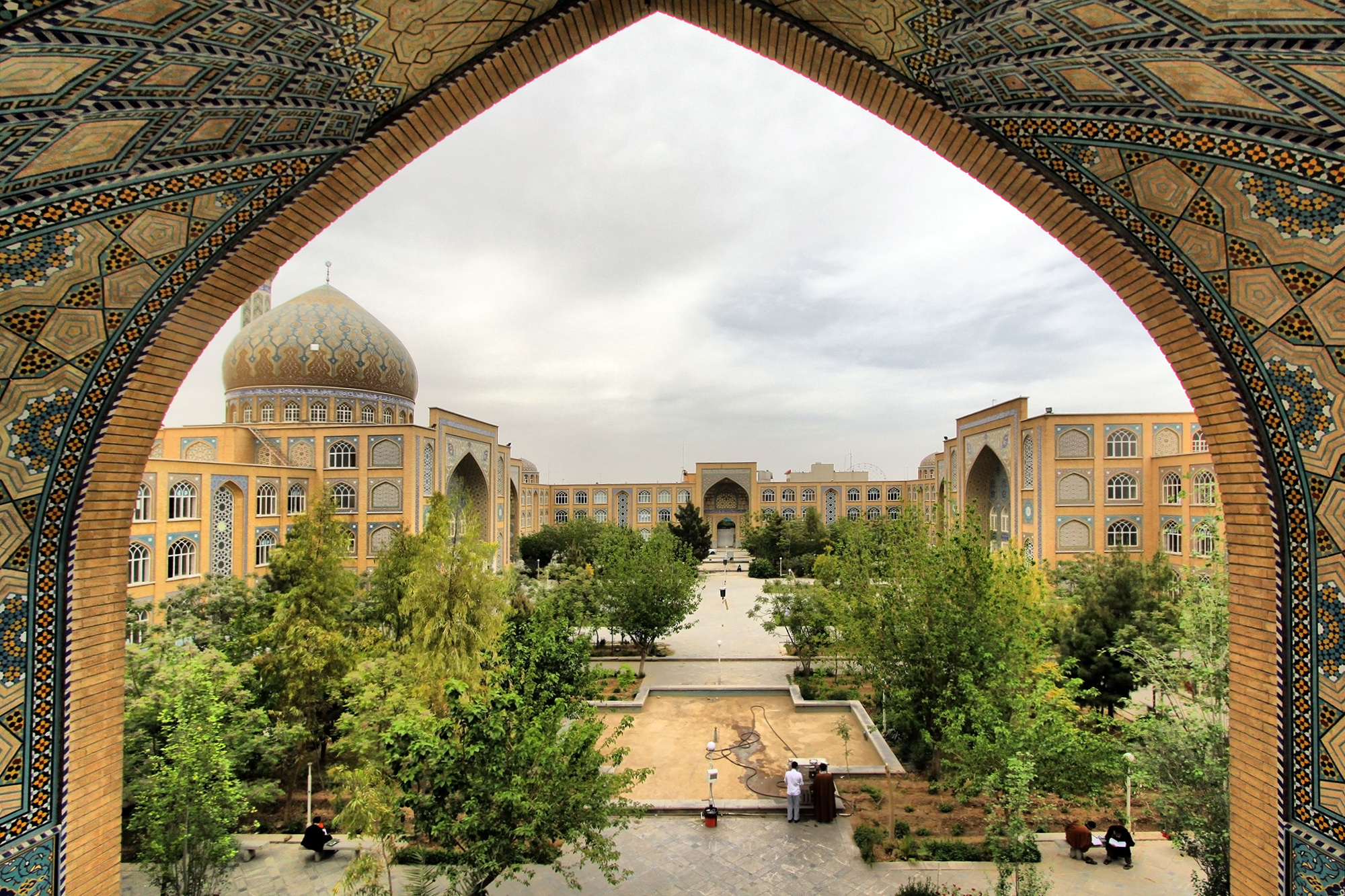
یک فایل اچ دی آر که از تلفیق سه فایل مختلف به دست آمده است نمایی از یک مدرسه علوم دینی در قم را نشان می‌دهد.
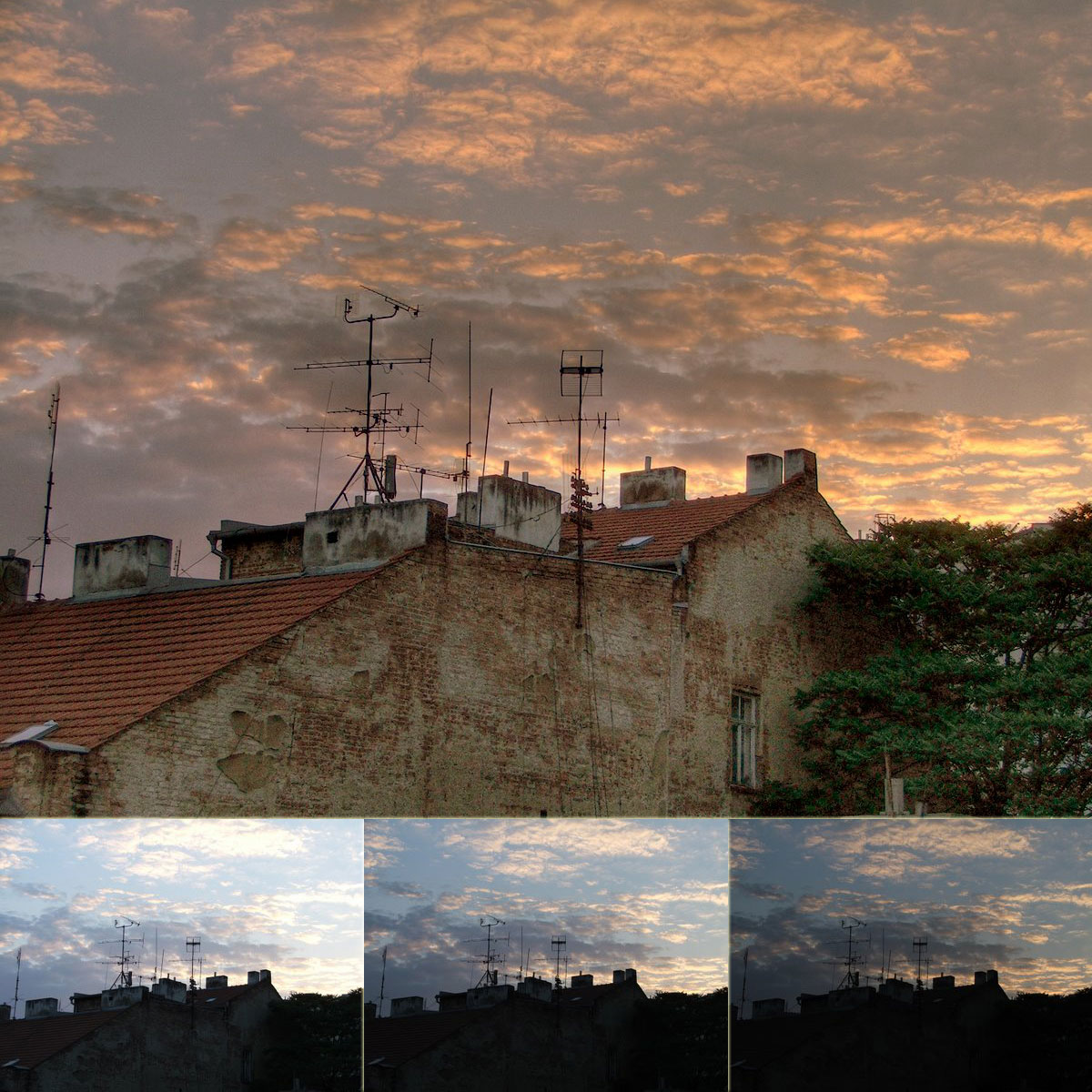
عکس HDR که از سه عکس با سرعت های شاتر متفاوت گرفته شده است